# Copa de Italia de Ciclismo 2013
La 7.ª edición de la Copa de Italia de Ciclismo de 2013 fue una serie de carreras de ciclismo en ruta que se realizó en Italia. Comenzó el 16 de febrero con el Trofeo Laigueglia y finalizó el 13 de octubre con el Gran Premio Bruno Beghelli.
Forman parte de la clasificación todos los ciclistas profesionales que forman parte del UCI WorldTeam, Profesional Continental y Continental sin límite de nacionalidad estableciendo un sistema de puntuación en función de la posición conseguida en cada competición y a partir de ahí se crea la clasificación.
La Copa constaba de 21 carreras italianas en las categorías 2.HC, 2.1, 1.HC y 1.1 del UCI Europe Tour, excepto las que declinan estar en esta competición.

## Sistema de puntos
En cada carrera, los primeros 20 corredores ganan puntos y el corredor con la mayor cantidad de puntos en general es considerado el ganador de la Copa de Italia. Se llevan a cabo clasificaciones separadas para los mejores jóvenes (sub-23) y el mejor equipo. La clasificación para los mejores jóvenes aplica para corredores sub-23 y aplica el mismo baremo de puntos de la clasificación individual.

### Clasificación individual
| Posición | 1   | 2  | 3  | 4  | 5  | 6  | 7  | 8  | 9  | 10 | 11 | 12 | 13 | 14 | 15 | 16 | 17 | 18 | 19 | 20 |
| Puntos   | 100 | 80 | 70 | 60 | 51 | 45 | 39 | 32 | 28 | 24 | 20 | 18 | 16 | 14 | 12 | 10 | 8  | 6  | 4  | 2  |

| Posición | 1  | 2  | 3  | 4  | 5  | 6  | 7  | 8  | 9  | 10 | 11 | 12 | 13 | 14 | 15 | 16 | 17 | 18 | 19 | 20 |
| Puntos   | 70 | 56 | 49 | 42 | 36 | 31 | 27 | 22 | 20 | 17 | 14 | 13 | 11 | 10 | 8  | 7  | 6  | 4  | 3  | 2  |

| Posición | 1  | 2  | 3  | 4  | 5  | 6  | 7  | 8  | 9  | 10 | 11 | 12 | 13 | 14 | 15 | 16 | 17 | 18 | 19 | 20 |
| Puntos   | 60 | 50 | 44 | 38 | 32 | 28 | 24 | 20 | 18 | 15 | 8  | 8  | 8  | 8  | 8  | 2  | 2  | 2  | 1  | 1  |

| Posición | 1  | 2  | 3  | 4  | 5  | 6  | 7  | 8  | 9  | 10 | 11 | 12 | 13 | 14 | 15 | 16 | 17 | 18 | 19 | 20 |
| Puntos   | 40 | 32 | 28 | 24 | 21 | 18 | 15 | 13 | 11 | 10 | 5  | 5  | 5  | 5  | 5  | 1  | 1  | 1  | 1  | 1  |

### Clasificación por equipos
| Posición | 1   | 2  | 3  | 4  | 5  | 6  | 7  | 8  | 9  | 10 |
| Puntos   | 100 | 95 | 90 | 85 | 80 | 75 | 70 | 65 | 60 | 55 |

| Posición | 1  | 2  | 3  | 4  | 5  | 6  | 7  | 8  | 9  | 10 |
| Puntos   | 80 | 76 | 72 | 68 | 64 | 60 | 56 | 52 | 48 | 44 |

| Posición | 1  | 2  | 3  | 4  | 5  | 6  | 7  | 8  | 9  | 10 |
| Puntos   | 40 | 38 | 36 | 34 | 32 | 30 | 28 | 26 | 24 | 22 |

| Posición | 1  | 2  | 3  | 4  | 5  | 6  | 7  | 8  | 9  | 10 |
| Puntos   | 20 | 19 | 18 | 17 | 16 | 15 | 14 | 13 | 12 | 11 |

## Carreras puntuables
| Clasificación | Clasificación     | Clasificación                                | Clasificación         | Clasificación             | Clasificación                        | Clasificación                         |
| Pos.          | Fecha             | Carrera                                      | Ganador               | Equipo                    | Líder de la clasificación individual | Líder de la clasificación por equipos |
| ------------- | ----------------- | -------------------------------------------- | --------------------- | ------------------------- | ------------------------------------ | ------------------------------------- |
| 1.º           | 16 de febrero     | Trofeo Laigueglia                            | Filippo Pozzato       | Lampre-Meridaa            | Filippo Pozzato                      | Lampre-Meridaa                        |
| 2.º           | 28 de febrero     | Gran Premio Ciudad de Camaiore               | Peter Sagan           | Cannondale                | Diego Ulissi                         | Lampre-Meridaa                        |
| 3.º           | 3 de marzo        | Roma Maxima                                  | Blel Kadri            | AG2R La Mondiale          | Filippo Pozzato                      | Lampre-Meridaa                        |
| 4.º           | 14 de marzo       | Gran Premio Nobili Rubinetterie              | Bob Jungels           | RadioShack-Leopard        | Filippo Pozzato                      | Lampre-Meridaa                        |
| 5.º           | 20-24 de marzo    | Settimana Coppi e Bartali                    | Diego Ulissi          | Lampre-Meridaa            | Diego Ulissi                         | Lampre-Meridaa                        |
| 6.º           | 16-19 de marzo    | Giro del Trentino                            | Vincenzo Nibali       | Astana                    | Mauro Santambrogio                   | Lampre-Merida                         |
| 7.º           | 27 de abril       | Gran Premio Industria y Artigianato-Larciano | Mauro Santambrogio    | Vini Fantini-Selle Italia | Mauro Santambrogio                   | Lampre-Merida                         |
| 8.º           | 28 de abril       | Giro de Toscana                              | Mattia Gavazzi        | Androni Giocattoli        | Mauro Santambrogio                   | Lampre-Merida                         |
| 9.º           | 14 de julio       | Giro de los Apeninos                         | Davide Mucelli        | Ceramica Flaminia         | Mauro Santambrogio                   | Lampre-Merida                         |
| 10.º          | 28 de julio       | Trofeo Matteotti                             | Sébastien Reichenbach | IAM                       | Mauro Santambrogio                   | Lampre-Merida                         |
| 11.º          | 21 de agosto      | Coppa Agostoni                               | Filippo Pozzato       | Orica-GreenEDGE           | Mauro Santambrogio                   | Lampre-Merida                         |
| 12.º          | 22 de agosto      | Coppa Bernocchi                              | Sacha Modolo          | Bardiani CSF              | Mauro Santambrogio                   | Lampre-Merida                         |
| 13.º          | 23 de agosto      | Tres Valles Varesinos                        | Kristijan Đurasek     | Lampre-Meridaa            | Mauro Santambrogio                   | Lampre-Merida                         |
| 14.º          | 31 de agosto      | Memorial Marco Pantani                       | Sacha Modolo          | Bardiani CSF              | Mauro Santambrogio                   | Lampre-Merida                         |
| 15.º          | 5-7 de septiembre | Semana Lombarda                              | Patrik Sinkewitz      | Meridiana Kamen           | Mauro Santambrogio                   | Androni Giocattoli                    |
| 16.º          | 21 de septiembre  | Gran Premio Costa de los Etruscos            | Michele Scarponi      | Lampre-Merida             | Mauro Santambrogio                   | Androni Giocattoli                    |
| 17.º          | 22 de septiembre  | GP Industria y Comercio de Prato             | Gianfranco Zilioli    | Androni Giocattoli        | Miguel Ángel Rubiano                 | Androni Giocattoli                    |
| 18.º          | 2 de octubre      | Milán-Turín                                  | Diego Ulissi          | Lampre-Merida             | Diego Ulissi                         | Androni Giocattoli                    |
| 19.º          | 10 de octubre     | Coppa Sabatini                               | Diego Ulissi          | Lampre-Merida             | Diego Ulissi                         | Androni Giocattoli                    |
| 20.º          | 12 de octubre     | Giro de Emilia                               | Diego Ulissi          | Lampre-Merida             | Diego Ulissi                         | Lampre-Merida                         |
| 21.º          | 13 de octubre     | Gran Premio Bruno Beghelli                   | Leonardo Duque        | Team Colombia             | Diego Ulissi                         | Lampre-Merida                         |

## Clasificaciones Finales

### Individual
| Posición | Ciclista             | Equipo                    | Puntos |
| -------- | -------------------- | ------------------------- | ------ |
| 1.º      | Diego Ulissi         | Lampre-Merida             | 327    |
| 2.º      | Franco Pellizotti    | Androni Giocattoli        | 227    |
| 3.º      | Miguel Ángel Rubiano | Androni Giocattoli        | 212    |
| 4.º      | Mauro Santambrogio   | Vini Fantini-Selle Italia | 192    |
| 5.º      | Francesco Bongiorno  | Bardiani CSF              | 178    |

### Jóvenes
| Posición | Ciclista            | Equipo        | Puntos |
| -------- | ------------------- | ------------- | ------ |
| 1.º      | Diego Ulissi        | Lampre-Merida | 327    |
| 2.º      | Francesco Bongiorno | Bardiani CSF  | 178    |
| 3.º      | Fabio Aru           | Astana        | 89     |

### Equipos
| Posición | Equipo                    | Puntos |
| -------- | ------------------------- | ------ |
| 1.º      | Lampre-Merida             | 714    |
| 2.º      | Androni Giocattoli        | 689    |
| 3.º      | Vini Fantini-Selle Italia | 544    |
| 4.º      | Bardiani CSF              | 529    |
| 5.º      | Team Colombia             | 371    |